# Farscape
Farscape je australský sci-fi seriál, který má čtyři řady a zakončující minisérii Peacekeeper Wars (v češtině ji pod názvem Mírová Operace uvedla televize Hallmark). Seriál Farscape začíná tak, že se astronaut John Crichton pokouší uskutečnit vlastní experiment v oblasti vesmírných letů. Při prvním pokusu zastihne jeho loď magnetická bouře a vzniklá červí díra ho vcucne a pošle někam na druhý konec vesmíru. Zde se připlete do vesmírné bitvy a skončí na živoucí lodi jménem Moya. Tu obývají podivné bytosti humanoidných rysů, o kterých se John dozví, že to jsou uprchlí trestanci. Spolu s nimi pak uniká před Peacekeepery (neoficiální český překlad je Dozorci) prožívá s nimi různá dobrodružství. Seriál se téměř po celou dobu vymyká tradičnímu schématu: „my jsme hrdinové, zachraňujeme vesmír“. Je to s nimi právě naopak, snaží se v divokém vesmíru pouze přežít. Seriál je také velmi zaměřen na vztahy mezi hlavními hrdiny (podobně jako remake seriálu Battlestar Galactica z roku 2004).
Původně byly natočeny jen čtyři série (každá má 22 dílů) a projekt byl zastaven v podstatě bez ukončení děje. Po mohutných protestech fanoušků byla ale naštěstí natočena čtyřdílná minisérie (uvedena v roce 2004), která děj řádně zakončila. Pokračování je zatím nepravděpodobné, ale kolují zvěsti o možném natáčení dalších dílů po uvolnění hlavních hrdinů (Ben Browder, Claudia Black) z projektu Stargate SG-1.
Seriál byl nadabován v češtině a v současné době[kdy?] jej vysílá jedna kabelová TV.[zdroj⁠?!]

## Obsazení

### Hlavní postavy

#### Posádka lodi Moya
| Ben Browder           | John Crichton                     |
| Claudia Black         | Officer Aeryn Sun                 |
| Virginia Hey          | Pa'u Zotoh Zhaan                  |
| Anthony Simcoe        | Ka D'Argo                         |
| Gigi Edgley           | Chiana                            |
| Jonathan Hardy (hlas) | Dominar Rygel XVI.                |
| Lani John Tupu (hlas) | Pilot                             |
| Paul Goddard          | Stark                             |
| Raelee Hill           | Sikozu Svala Shanti Sugaysi Shanu |
| Tammy MacIntosh       | Joolushko Tunai Fenta Hovalis     |
| Melissa Jaffer        | Utu-Noranti Pralatong             |

#### Druhá strana fronty
| Lani John Tupu | Captain Bialar Crais      |
| Wayne Pygram   | Scorpius                  |
| David Franklin | Captain Braca             |
| Rebecca Riggs  | Commandant Mele-On Grayza |

## Vysílání
| Řada | Díly | Premiéra v USA  | Premiéra v USA  | Premiéra ve VB     | Premiéra ve VB    | Vydání na DVD  |
| Řada | Díly | První díl       | Poslední díl    | První díl          | Poslední díl      | Vydání na DVD  |
| ---- | ---- | --------------- | --------------- | ------------------ | ----------------- | -------------- |
| 1    | 22   | 19. března 1999 | 28. ledna 2000  | 29. listopadu 1999 | 5. června 2000    | 29. října 2002 |
| 2    | 22   | 17. března 2000 | 26. ledna 2001  | 12. června 2000    | 19. prosince 2000 | 28. října 2003 |
| 3    | 22   | 16. března 2001 | 26. dubna 2002  | 27. srpna 2001     | 31. ledna 2002    | 24. srpna 2004 |
| 4    | 22   | 7. června 2002  | 21. března 2003 | 23. září 2002      | 10. března 2003   | 5. října 2004  |